# SpamCop
SpamCop – międzynarodowy projekt internetowy, mający na celu walkę ze spamem. Internauci mogą przesyłać nagłówki wraz z treścią otrzymanego spamu do serwisu SpamCop, który ustala domeny komputerów (w tym serwerów WWW) wykorzystywanych przez spamerów i wysyła skargi pod właściwe adresy abuse. Do korzystania ze strony niezbędna jest rejestracja użytkownika. Serwis oferuje również płatne usługi związane z filtrowaniem poczty elektronicznej.